# Natalia Toledo Paz
Natalia Toledo Paz (Juchitán de Zaragoza, Oaxaca, 17 de noviembre de 1967), conocida como Natalia Toledo, es una poeta bilingüe, escritora en zapoteco y en español. Diseñadora de ropa y joyería mexicana. Ha participado en distintos talleres, recitales y festivales de poesía en todo el mundo, como el Rencontres Littéraires Internationales, en Francia, y el Internacional de Poesía de la Casa Nacional de la Poesía, en Argentina. Ha sido reconocida con el Premio Nacional de Literatura Nezahualcóyotl 2004. Fungió como titular de la Subsecretaría de Desarrollo Cultural, durante el periodo 2018-2022.

## Biografía
Natalia Toledo Paz nació en Juchitán, Oaxaca, México en 1967, hija de Olga de Paz y del artista plástico oaxaqueño Francisco Toledo. Desde su infancia, la poeta mostró interés por la literatura, especialmente por la poesía, lo que la llevó a comenzar sus estudios en este arte en los talleres  de la Casa de la Cultura de Juchitán. 
Más tarde realizó estudios en la Escuela de Escritores de la Sociedad General de Escritores Mexicanos (SOGEM). Junto con su padre impulsó la realización y la traducción en lenguas indígenas de obras como Las fábulas de Esopo. 
Ha publicado más de 10 libros, entre ellos: The black flowers, obra considerada entre las 75 mejores traducciones del mundo, por la revista World Literature Today.
Es parte del Sistema Nacional de Creadores y también colabora con el Colectivo Binni Birí - Gente hormiga, dedicado a dar talleres de arte y creación a los damnificados de los sismos de septiembre del 2018 en Juchitán, Oaxaca. Su poesía ha sido traducida al mazateco, maya, náhuatl, mixteco, inglés, esloveno, italiano, alemán y punjabi.
A través de su poesía, la escritora explora las enseñanzas que recibió en su hogar y comunidad zapoteca, mientras simultáneamente aborda la adaptación al mundo occidental:
Sus versos recurren a temas como los sueños, mitos, leyendas y la rica tradición cultural del pueblo zapoteco, entrelazados con elementos de la naturaleza y una profunda reflexión sobre el ser. 
Ha participado como poeta y conductora del Festival de Poesía las Lenguas de América en múltiples ocasiones.
Ha colaborado en distintos talleres y cursos como el Taller magistral de poesía impartido por Elsa Cross y Ruptura en el Arte con Teresa del Conde en el Museo de Arte Moderno. Natalia combina su trabajo literario con la elaboración y difusión de la cocina del Istmo de Tehuantepec, el diseño de textiles y joyería. 
Es presidenta del Patronato de la Casa de la Cultura de Juchitán. Colaboradora de Blanco Móvil, Equis, Estuaire, Generación, Guchachi’ reza, La Jornada, La palabra florida, Plural, Río Grande Review, Sable, Viceversa, Voices of Mexico, Zurda, entre otros. 
En 2018 fue nombrada subsecretaria de Diversidad Cultural por Alejandra Frausto Guerrero, México 2018-2022.

## Premios
- Premio Nezahualcóyotl de Literatura en Lenguas Mexicanas por su poemario Guie´ Yaasé' /Olivo negro (2004) [9]
- En 2014 fue finalista del Premio de Literatura Indígena de América. Es miembro del Sistema Nacional de Creadores.
- Premio CANIEM (Cámara Nacional de la Industria Editorial Mexicana): Recibió un reconocimiento por su poemario " El dorso del cangrejo” (2016).[10]
- Premio Borchard Foundation Center on Literary Arts (2022).[11]

## Distinciones
- 2004. Becaria del Fondo Nacional para la Cultura y las Artes (FONCA) en lenguas indígenas.
- 2001. Becaria del Fondo Nacional para la Cultura y las Artes (FONCA) en lenguas indígenas.
- 1995. Becaria del Fondo Estatal para la Cultura y las Artes de Oaxaca (FOESCA).
- 1994. Becaria del Fondo Nacional para la Cultura y las Artes (FONCA) en lenguas indígenas.[4]

## Publicaciones
- Libros
  - Guendaguti ñee sisi (La muerte pies ligeros, 2005), Fondo de Cultura Económica.
  - Xtaga be'ñe' (Flor de pantano, 2004), Instituto Oaxaqueño de las Culturas.
  - Guie' yaase' (Olivo negro, 2004[12]), CONACULTA.
  - Ca guna gu bidxa, ca guna guiiba' risaca (Mujeres del sol, mujeres de oro, 2002), Instituto Oaxaqueño de las Culturas.
- Coautoría
  - Paraíso de fisuras (1990), [con Rocío González], Consejo Estatal para la Cultura y las Artes de Oaxaca.
- Antologías
  - Carlos Montemayor y Donald Frischmann (2005), Words of the True Peoples / Palabras de los seres verdaderos. Anthology of Mexican Indigenous-Language Writers, Vol. 2: Poetry / Poesía, University of Texas Press (presentación trilingüe de la poesía de Natalia Toledo: zapoteco/inglés/español).
  - Carlos Montemayor (2003), La voz profunda, antología de literatura mexicana en lenguas indígenas, Joaquín Mortiz.
  - Mónica de la Torre, Michael Wiegers (2002), Reversible Monuments: Contemporary Mexican Poetry, Copper Canyon Press, Estados Unidos.
  - Memoria del XII Festival Internacional de Poesía de Medellín (2002), Colombia.
  - Verónika Bennholdt-Thomsen (2000), Juchitán-Mexikos stad der fra un, Frederking & Thaler, Alemania.
  - Víctor de la Cruz (1999), Guie' sti' diidxazá, La flor de la palabra, UNAM.
  - Miguel Flores (1998), Toledo: la línea metafórica, Ediciones Oro de la Noche/FONCA.
  - Varios Autores (1997), Historia de Arte de Oaxaca, tomo lll, Gobierno del Estado de Oaxaca.
  - Antología de poetas de tierra adentro (l997), TELAM Nava.
  - Aurora Mayra Saavedra (1996) Las divinas mutantes, UNAM.
  - Demián Flores Cortés (1993), Palimpsesto, Ediciones Bi'cu'
- Revistas con poemas de Natalia Toledo
  - 2019. “Poemas” en Literatura en Lenguas Mexicanas.
  - 2019. “La familia» [Binni lidxe’]” en Literariedad.
  - 2017. “Poemas Ni náca’ ne ni reedasilú naa / Lo que soy, lo que recuerdo” en Círculo de Poesía.
  - 2017. “Dos poemas” en Latin American Literatura Today
  - 2013. Poemas en Festival Internacional de Poesía de Bogotá.
  - 2001. “Dos poemas” en La Jornada.